# Angelica sachokiana
Angelica sachokiana là một loài thực vật có hoa trong họ Hoa tán. Loài này được (Karjagin) Pimenov & V.N.Tikhom. mô tả khoa học đầu tiên năm 1981.